# Deutscher Fantasy Preis
De Deutscher Fantasy Preis is een Duitse prijs, die wordt uitgereikt aan personen voor hun verdiensten voor de Duitstalige Fantasy literatuur. 

De prijs wordt uitgereikt door de Erste Deutsche Fantasy Club (EDFC).
De EDFC deelt de prijs uit sinds 1979. Sinds 1992 wordt de prijs elk vierde jaar door de stad Passau gedoneerd, tijdens het Kongress der Phantasie aldaar.